# Hilde Jary
Hilde Jary (geb. 22. August 1899 als Hildegard Ilse Charlotte Kroener in Berlin; gest. 15. Januar 1989 in Tel Aviv, Israel) war eine deutsche Schauspielerin mit kurzer Karriere bis 1933.

## Leben und Wirken
Hildegard Kroener wurde als Tochter des Kaufmanns Ascher Kroener und dessen Ehefrau Margarete Luise Cohn in Berlin geboren. In erster Ehe war sie ab dem 11. März 1920 mit dem aus Rastenburg/Ostpreußen gebürtigen Kaufmann Josef Kurt Jaruslawsky (1893–1977) verheiratet. So erklärt sich ihr Künstlername Jary.
Ihre Karriere beschränkt sich ausschließlich auf die Zeit der Weimarer Republik. Jary hatte bereits an kleinen Bühnen gespielt, ehe sie 1925 eine kleine Rolle in dem Stummfilm O alte Burschenherrlichkeit erhielt. Anschließend fand sie in der Spielzeit 1925/26 ein Festengagement an der Württembergischen Volksbühne Stuttgart. Es folgte eine mehrjährige Verpflichtung an das Schauspielhaus Bremen (von 1926 bis 1930), wo sie ihren zweiten Ehemann Detlef Sierck kennengelernt haben dürfte, der hier als Oberspielleiter engagiert war. Ihr letztes Festengagement führte Hilde Jary in der Saison 1930/31 an das Leipziger Schauspielhaus. Zwei Jahre nach der Eheschließung mit Detlef Sierck am 27. Februar 1929 zog sich Hilde Jary von der Bühnenarbeit zurück. Ihre jüdische Herkunft machte eine Weiterarbeit ab 1933 unmöglich und führte auch dazu, dass die neuen Machthaber ihren Ehemann, der 1934 zum Film auswich, unter Druck zu setzen begannen. Um sich dieser Situation nicht weiterhin auszusetzen, entschieden sich Detlef und Hilde Sierck zum Jahresende 1937 zur Emigration. Während ihr Mann später als Douglas Sirk in Hollywood Karriere machen sollte, beschränkte sich Hilde Jary/Sierck auf die Tätigkeit einer Hausfrau. Beide Eheleute verbrachten ihren Lebensabend im schweizerischen Lugano. Hilde Jary starb fast auf den Tag genau zwei Jahre nach ihrem Gatten in Tel Aviv. Ihr Leichnam wurde zur Beisetzung nach Lugano überführt.
1983 wurden Hilde Jary und Detlef Sierck vom Schweizer Regisseur Daniel Schmid in der Filmdokumentation Mirage de la vie porträtiert.